# Taeniogyrus roebucki
Taeniogyrus roebucki is een zeekomkommer uit de familie Chiridotidae.
De wetenschappelijke naam van de soort werd in 1914 gepubliceerd door E.C. Joshua.